# Tóth István (kanonok)
Tóth István (Kissitke, 1821. augusztus 22. – Győr, 1894. június 2.) győri kanonok.

## Élete
Kissitkén (Vas megye) született, ahol atyja kovácsmester volt. A gimnázium I. osztályát Szombathelyen, a III.-at Kőszegen, a többit Győrött végezte. 1842-ben győri növendékpap lett és 1846-ban fölszenteltetett, Császárra ment segédlelkésznek; 1847 márciusától Győrben belvárosi káplán volt. 1849. január 21-én álhírek terjesztésének vádja miatt elfogták és Pozsonyban tartották fogva április 3-ig; midőn szabadon eresztették Tatába ment segédlelkésznek. 1851. december 30-án foglalta el a gönyűi (Győr vármegye) plébániai állást, ahol 40 évig szolgált; közben 1886. április 11-én győri kanonoknak nevezték ki. Szentszéki ülnök és 1871-től 1872-ig Deák-párti programmal országgyűlési képviselő is volt, Gönyűn 1877-ben iskolát építtetett. 1884-ben ő felsége a Ferenc József-rend nagykeresztjével tüntette ki. 
Több közlést és vezércikket írt Dunaparti álnévvel az Idők Tanujába és a Magyar Államba; egyházi beszédei a Pázmány Füzetekben és Borromaeusban jelentek meg.

## Munkái
- Szent Ferencz 700-ados emlékünnepén 1882. aug. 2. mondott beszéd. Győr, 1882.
- Nagybőjti szent beszédek. Komárom, 1883.

A képviselőházban 1875. március 1-jén mondott beszéde a Napló XXI. kötetében van. 